# 6578 Запесоцький
6578 Запесоцький (6578 Zapesotskij) — астероїд головного поясу, відкритий 13 жовтня 1980 року.
Тіссеранів параметр щодо Юпітера — 3,486.